# Jeanne Charlotte du Luçay
Jeanne Charlotte du Luçay, född 1769, död 1842 eller 1845, var en fransk hovfunktionär.
Hon var Dame du Palais (statsfru) till Frankrikes kejsarinna Joséphine de Beauharnais 1804-09 och Dame d'atour till Frankrikes kejsarinna Marie Louise av Österrike mellan 1810 och 1814. Hon var en modeikon och de stilar hon först bar blev sedan ofta kopierade av övriga medlemmar av societeten och därmed modernt. Under sin tid som Dame d'atour var hon formellt nummer två i rang bland hovdamerna, men fick i praktiken sköta om många av de praktiska uppgifter, så som att sköta kejsarinnans välgörenhetskassa, som egentligen skulle tillfalla överhovmästarinnan, Louise de Montebello, som inte var intresserad av sina uppgifter. 